# Brad Watson (ishockeydomare)
Bradley Robert "Brad" Watson, född 4 oktober 1961, är en kanadensisk före detta ishockeydomare som var verksam i den nordamerikanska ishockeyligan National Hockey League (NHL) mellan 1993 och 2019. Under sin domarkarriär i NHL dömde han 1 393 grundspelsmatcher, 214 slutspelsmatcher (Stanley Cup) och åtta Stanley Cup-finaler.  Han var också verksam internationellt och var en av ishockeydomarna i World Cup 2004 och Olympiska vinterspelen 2010.